# 아키쓰가와촌
아키쓰가와촌(秋津川村)은 와카야마현 니시무로군에 설치되었던 촌이다.